# Punto pivote
Los puntos pivote (en inglés pivot points, nombre por el que también son conocidos) son un concepto utilizado en el mundo de los operadores de bolsa. Principalmente, se utilizan para poder identificar donde el mercado puede pararse, ya puede ser para girarse o para tomarse un respiro. 

## Cálculo de los puntos pivote
Hay muchas formas de calcular los puntos pivote, pero la más famosa es el sistema de 5 puntos. Este sistema usa el anterior máximo del día, mínimo y cierre, unido a dos soporte y dos resistencias ( en total 5 niveles) que derivan en un  Pivot Point. La ecuación es la siguiente:
| Fórmula                          | Explicación     |
| -------------------------------- | --------------- |
| R2 = P + (H - L) = P + (R1 - S1) | R = Resistencia |
| R1 = (P x 2) - L                 | P = Pivot       |
| P = (H + L + C) / 3              | H = Máximo      |
| S1 = (P x 2) - H                 | L = Mínimo      |
| S2 = P - (H - L) = P - (R1 - S1) | C = Cierre      |

## Interpretación
Cuando se calculan los puntos pivote, este en sí mismo es el soporte o resistencia primario. Esto significa que el mayor movimiento de precios se espera que ocurra en torno a ese precio. El resto de niveles de soportes y resistencias tienen menos influencia, pero es importante tenerlos siempre en cuenta.
- Datos: Q17828314